# 1398 en Angleterre
Chronologie de l'Angleterre
- 1394
- 1395
- 1396
- 1397
- 1398
- 1399
- 1400
- 1401
- 1402

Cette page concerne l'année 1398 du calendrier julien.

## Naissances en 1398
- Date inconnue :
  - William Bodrugan, member of Parliament pour la Cornouailles
  - Éléonore Neville, comtesse de Northumberland
  - James Tuchet, 5e baron Audley et 2e baron Tuchet

## Décès en 1398
- 15 juin : Margaret de Vere, baronne Beaumont (en)
- 20 juillet : 
  - Roger Mortimer, 4e comte de March et 6e comte d'Ulster
  - William Dacre, 5e baron Dacre
- 28 juillet : John la Warr, 4e baron de la Warr (en)
- 27 août : Ralph Cromwell, 1er baron Cromwell (en)
- 6 septembre : John de Clinton, 3e baron Clinton (en)
- Date inconnue :
  - Robert Alyngton, philosophe
  - John de Ashton, commandant militaire
  - Thomas Butler, member of Parliament pour le Gloucestershire
  - William Child, member of Parliament pour New Romney
  - Iolo Goch, poète
  - Thomas Lamer, member of Parliament pour Dorchester
  - John Northampton, lord-maire de Londres
  - James Pickering, speaker de la Chambre des communes
  - Nicholas Potyn, member of Parliament pour le Kent
  - Thomas Walsh, member of Parliament pour le Leicestershire